# 呐哔啴
呐哔啴，在今菲律宾棉兰老岛西北的达比丹（Dapitan）一带。一说为宿务岛的Dapdap。
张燮《东西洋考》卷五记载“沙瑶、呐哔啴，其地相连，呐哔啴在海畔，沙瑶稍纡入山隈。”沙瑶在今菲律宾棉兰老岛的达比丹以南。一说为宿务的Sayao。明另见《东西洋考》卷九，《皇明象胥录》卷五，《世法录》卷八二，《利病书》卷九三。呐哔啴，对音即今菲律宾棉兰老岛北部之达比丹（Dapitan）。

## 延伸阅读
[在维基数据编辑]
 《明史卷三百二十三》，出自《明史》